# Bryum subgracillimum
Bryum subgracillimum är en bladmossart som beskrevs av Thériot 1926. Bryum subgracillimum ingår i släktet bryummossor, och familjen Bryaceae. Inga underarter finns listade i Catalogue of Life.